# Holmsveden
Holmsveden is een plaats in de gemeente Söderhamn in het landschap Hälsingland en de provincie Gävleborgs län in Zweden. De plaats heeft 87 inwoners (2005) en een oppervlakte van 33 hectare.

## Verkeer en vervoer
Bij de plaats loopt de Länsväg 272.
De plaats ligt aan de spoorweg Norra Stambanan, de plaats heeft een stationnetje waar de stoptrein, die over deze spoorweg rijdt stopt.